# Columbus Delano
Columbus Delano (Shoreham, 4 juni 1809 - Mount Vernon, 23 oktober 1896) was een Amerikaans politicus. Hij is een telg uit de Delano-familie.

## Levensloop
Nadat hij zijn studie rechten had voltooid, werd hij in 1831 toegelaten tot de bar en begon hij in Mount Vernon zijn eigen advocatenpraktijk.
Van 4 maart 1845 tot 3 maart 1847 nam hij voor de Whig Party zitting in het Huis van Afgevaardigden. In 1846 stelde hij zich niet opnieuw kandidaat voor het Congres, maar kandideerde zich tijdens Whig-conventie van Ohio voor het gouverneurschap. Deze verkiezingen verloor hij echter. Vervolgens verhuisde hij naar New York en werd partner in een bankfirma.
In 1855 keerde hij terug naar Ohio en nam hij zijn werk in de advocatuur weer op. Vanwege de neergang van de Whig Party, sloot hij zich aan bij de Republikeinse Partij en voerde hij in 1860 actief campagne voor de presidentskandidatuur van Abraham Lincoln. In 1860 en 1864 was hij afgevaardigde tijdens de Republikeinse nationale partijconventies.
Nadat in april 1861 de Amerikaanse Burgeroorlog was uitgebroken, werd Delano op 30 september van dat jaar benoemd tot algemeen commissaris voor de Ohio Militia. Het jaar erop probeerde hij in de Amerikaanse senaat te komen, wat hem met een tekort van twee stemmen niet lukte. In 1863 lukte het hem wel om in het Huis van Afgevaardigden van Ohio te komen en van 4 maart 1865 tot 3 maart 1867 werd hij opnieuw gekozen voor het federale Huis van Afgevaardigden. In 1866 verloor hij de verkiezingen van George W. Morgan en twee jaar daarna won hij van Morgan, waardoor hij van 3 juni 1868 tot 3 maart 1869 opnieuw zitting nam in het federale Huis van Afgevaardigden.
Op 11 maart 1869 werd hij benoemd tot commissaris voor binnenlandse belastingen. Deze functie voerde hij uit totdat hij op 1 november 1870 door president Ulysses S. Grant werd benoemd tot minister van Binnenlandse Zaken. Hoewel hij langer aanbleef dan zijn andere ambtsgenoten in de 19e eeuw, werd hij op 16 oktober 1875 gedwongen zijn functie neer te leggen vanwege de schandalen die de regering van Grant plaagden.
Hij trok zich terug uit de politiek en nam verschillende bestuurlijke functies op zich, zoals het voorzitterschap van de First National Bank van Mount Vernon en de National Wool Growers' Association. Verder werd hij commissaris voor het Kenyon College.
- Gemeinsame Normdatei: 1122658915
- International Standard Name Identifier: 0000 0000 7395 4746
- Library of Congress Control Number: n96085395
- National Archives and Records Administration: 10575840
- SNAC: w6s47nfp
- Biographical Directory of the United States Congress: D000214
- Virtual International Authority File: 60816066
- WorldCat: E39PBJf8tr8CRHT4kPPCbBfwmd